# NWA Florida Heavyweight Championship
L'NWA Florida Heavyweight Championship era il titolo principale della National Wrestling Alliance che si disputava nel territorio NWA della Florida.

## Storia
Ci sono tracce di questo titolo già nel 1934 ed è stato utilizzato dalla Championship Wrestling from Florida (CWF) dal 1944 al dicembre del 1987.
Negli anni successivi e dopo la vendita della CFW alla Jim Crockett Promotions (JCP) ed all'abbandono del titolo da parte di JCP, si sono succedute altre federazioni della Florida (tra cui la Pro Wrestling Fusion e la NWA Florida Underground Wrestling) che, oltre a divenire un territorio della NWA, riutilizzarono questo titolo (o ne fusero altri con questo) permettendogli di giungere fino ad oggi e restare attivo.
Il titolo è stato ritirato il 30 settembre 2019. L'ultimo campione in carica fu Mason Price che vinse il titolo il 21 febbraio 2016 a Masaryktown in Florida sconfiggendo Taino nella finale di un torneo.

## Albo d'oro
Le righe incomplete e contrassegnate con [...] significano un'interruzione nella linea temporale ed il succedersi delle vittorie dei match tra il soprastante ed il sottostante campione elencato.
| Lottatore | Regni | Data                     | Luogo                    | Note |
| --- | ----- | ------------------------ | ------------------------ | --- |
| John Grandovitch | 1     | 19 settembre 1934        |                          | |
| Bruce Noland | 1     | 21 agosto 1935           | Miami                    | |
| Bill Sledge | 1     | 16 ottobre 1935          | Miami                    | |
| Vacante |       | Tra gennaio e marzo 1936 |                          | |
| Pat Newman | 1     | 13 marzo 1936            | Jacksonville             | |
| Dobie Osbourne | 1     | 29 giugno 1936           | Tampa                    | |
| Red Devil | 1     | 19 gennaio 1937          | Jacksonville             | |
| Bill Sledge | 2     | 16 maggio 1937           |                          | Dalla trascrizione del mese anziché maggio potrebbe essere giugno.                                                                           |
| Pat Newman | 2     | 25 maggio 1937           |                          | Se il vincitore precedente avrebbe vinto a giugno anziché maggio Newman avrebbe sconfitto Red Devil Oppure Alan Eustace anziché Bill Sledge. |
| Alan Eustace | 1     | 1º giugno 1937           | Saint Petersburg         | |
| Jack Evans | 1     | Agosto 1937              |                          | |
| Alan Eustace | 2     | 13 agosto 1937           | Jacksonville             | |
| Gene Bowman | 1     | 21 gennaio 1938          | Jacksonville             | |
| Pat McCleary | 1     | Marzo 1938               | Tampa                    | |
| Gene Bowman | 2     | 22 aprile 1938           | Jacksonville             | |
| Ernie Powers | 2     | Maggio 1938              | Tampa                    | |
| Bill Sledge | 3     | 13 maggio 1938           | Tampa                    | |
| Jack Vincent | 2     | 11 luglio 1938           | Tampa                    | |
| [...] |       |                          |                          | |
| Ray Villmer | 1     | 26 maggio 1939           |                          | |
| [...] |       |                          |                          | |
| John Grandovitch | 2     | 8 agosto 1939            | Tampa,                   | Sconfisse Tommy O'Toole. |
| Floyd Marshall | 1     | 17 ottobre 1939          | Saint Petersburg         | |
| John Grandovitch | 3     | Novembre 1939            |                          | |
| Red Ryan | 1     | 11 novembre 1939         | Saint Petersburg         | |
| Tom Mahoney | 1     | 5 dicembre 1939          | Saint Petersburg         | |
| Clarence Luttrall | 1     | 23 gennaio 1940          | Saint Petersburg         | La faida tra Luttrall e Mahoney continua poiché entrambi reclamano il titolo e così viene stabilita la disputa di un torneo.                 |
| Jim Wright | 1     | 11 marzo 1940            | Saint Petersburg         | Sconfisse Tom Mahoney nella finale del torneo.                                                                                               |
| Dick Shikat | 1     | 26 marzo 1940            | Saint Petersburg         | |
| [...] |       |                          |                          | |
| Cy Williams | 1     | 11 maggio 1940           |                          | Cy Williams era un giocatore di football americano                                                                                           |
| Tommy Nilan | 1     | 18 giugno 1940           | Saint Petersburg         | Sconfisse Williams per reclamare i titoli "Southern" e "Florida".                                                                            |
| Don Evans | 1     | 1940                     |                          | |
| Tommy Nilan | 2     | 23 luglio 1940           | Saint Petersburg         | Sconfisse Don Evans. |
| [...] |       |                          |                          | |
| Cy Williams | 2     | 21 agosto 1940           |                          | |
| [...] |       |                          |                          | |
| Herb Teitenberg | 1     | 11 febbraio 1944         | Saint Petersburg         | |
| Rollend Kirchmeyer | 1     | 26 febbraio 1944         | Tampa, Florida           | |
| "Strangler" Ed Lewis | 1     | 26 febbraio 1944         | Tampa, Florida           | Lewis fu dichiarato nuovo campione dopo che Kirchmeyer divenne incosciente per aver sbattuto la testa sul pavimento.                         |
| Rollend Kirchmeyer | 1     | 26 febbraio 1944         | Tampa                    | Titolo restituito a Kirchmeyer quando Lewis lo rifiutò poiché Kirchmeyer era stato messo KO durante il match.                                |
| The Cardiff Giant | 1     | 26 agosto 1946           | Tampa                    | |
| Antonio Cortez | 1     | 28 ottobre 1946          | Tampa                    | |
| [...] |       |                          |                          | |
| Rollend Kirchmeyer | 3     | marzo 1949               |                          | |
| [...] |       |                          |                          | |
| Billy McDaniels | 1     | Gennaio 1953             |                          | Sconfisse Pat Malone. |
| [...] |       |                          |                          | |
| Lester Welch | 1     | 11 agosto 1966           | Tampa                    | Sconfiggendo Sputnik Monroe nella finale di un torneo.                                                                                       |
| Louie Tillet | 1     | 20 marzo 1967            | West Palm Beach          | |
| Wahoo McDaniel | 1     | 1º maggio 1967           | Orlando                  | |
| Boris Malenko | 1     | 16 maggio 1967           | Tampa                    | |
| Johnny Valentine | 1     | 26 agosto 1967           | Tampa                    | |
| Joe Scarpa | 1     | 5 dicembre 1967          | Tampa                    | |
| Johnny Valentine | 2     | 27 dicembre 1967         | Tampa                    | |
| Wahoo McDaniel | 2     | 1º febbraio 1968         |                          | |
| Johnny Valentine | 3     | 13 febbraio 1968         | Tampa                    | |
| Red Bastien | 1     | 30 aprile 1968           | Tampa                    | |
| Johnny Valentine | 4     | 27 giugno 1968           | Jacksonville             | |
| Nick Kozak | 1     | 23 settembre 1968        | Orlando                  | |
| Boris Malenko | 2     | 22 ottobre 1968          | Tampa                    | |
| Nick Kozak | 2     | 29 ottobre 1968          | Tampa                    | |
| Ricky Hunter | 1     | 23 novembre 1968         | Tampa                    | |
| Hans Mortier | 1     | 4 febbraio 1969          | Tampa                    | |
| Ricky Hunter | 2     | 1969                     | Jacksonville             | |
| Hans Mortier | 2     | 1969                     | Florida                  | |
| Ciclon Negro | 1     | 15 aprile 1969           | Tampa                    | |
| Dale Lewis | 1     | 26 agosto 1969           | Tampa                    | |
| Mr. Saito | 1     | 22 dicembre 1969         | Tampa                    | |
| Jack Brisco | 1     | 10 febbraio 1970         | Tampa                    | |
| Missouri Mauler | 1     | 12 maggio 1970           | Tampa                    | |
| Jack Brisco | 3     | 19 maggio 1970           | Tampa                    | |
| Tarzan Tyler | 1     | 15 dicembre 1970         | Tampa                    | |
| Jack Brisco | 4     | 19 gennaio 1971          | Tampa                    | |
| Paul Jones | 1     | 16 maggio 1972           | Tampa                    | |
| Jack Brisco | 5     | 28 novembre 1972         | Tampa                    | |
| Vacante | 1     | 23 gennaio 1973          | Tampa                    | |
| Jack Brisco | 6     | 30 gennaio 1973          | Tampa                    | |
| Buddy Colt | 1     | 20 febbraio 1973         | Tampa                    | |
| Paul Jones | 2     | 12 giugno 1973           | Tampa                    | |
| Buddy Colt | 2     | 16 luglio 1973           | Florida                  | |
| Paul Jones | 3     | 20 luglio 1973           |                          | |
| Tim Woods | 1     | 31 luglio 1973           | Tampa                    | |
| Great Mephisto | 1     | 4 settembre 1973         | Tampa                    | |
| Paul Jones | 4     | 18 settembre 1973        | Tampa                    | |
| Buddy Colt | 3     | 17 novembre 1973         | Saint Petersburg         | |
| Eddie Graham | 1     | 27 novembre 1973         | Tampa                    | |
| Buddy Colt | 4     | 17 dicembre 1973         | West Palm Beach, Florida | |
| Ron Fuller | 1     | 20 marzo 1974            | Miami                    | |
| Bill Watts | 2     | 2 luglio 1974            | Tampa                    | |
| Dusty Rhodes | 1     | 22 ottobre 1974          | Tampa                    | |
| Bill Watts | 2     | 12 novembre 1974         | Tampa                    | |
| Dusty Rhodes | 2     | 28 novembre 1974         | Tampa                    | |
| Bill Watts | 3     | 5 dicembre 1974          | Tampa                    | |
| Bob Roop | 1     | 25 febbraio 1975         | Tampa                    | |
| Terry Funk | 1     | maggio 1975              |                          | |
| Bob Roop | 2     | Giugno 1975              | Tampa                    | |
| Rocky Johnson | 1     | Luglio 1975              |                          | |
| Bob Roop | 3     | Luglio 1975              | T                        | |
| Dusty Rhodes | 2     | 16 settembre 1975        | Florida                  | |
| Titolo trattenuto |       | 28 ottobre 1975          |                          | Non assegnato dopo il match contro King Curtis Iaukea                                                                                        |
| King Curtis Iaukea | 1     | 27 novembre 1975         | Jacksonville             | Vincendo un torneo. |
| Rocky Johnson | 1     | 23 dicembre 1975         | Tampa                    | |
| Bruiser Brody | 1     | 31 dicembre 1975         | Tampa                    | |
| Thunderbolt Patterson | 1     | 4 febbraio 1976          | Miami                    | |
| Pak Song | 2     | 17 marzo 1976            | Miami                    | |
| Jack Brisco | 7     | 17 aprile 1976           | Saint Petersburg         | |
| Bob Orton Jr. | 1     | 25 maggio 1976           | Tampa                    | |
| Dusty Rhodes | 3     | 27 luglio 1976           | Tampa                    | |
| "Superstar" Billy Graham | 1     | 22 novembre 1976         | W. Palm Beach            | |
| Dusty Rhodes | 4     | 15 febbraio 1977         | Tampa                    | |
| Vacante |       | marzo 1977               |                          | |
| Buddy Wolf | 1     | 8 marzo 1977             | Tampa                    | Sconfisse Steve Keirn nella finale di un torneo.                                                                                             |
| Dusty Rhodes | 5     | 9 giugno 1977            | Florida                  | |
| Ernie Ladd | 1     | 15 luglio 1977           | Tallahassee              | |
| Dusty Rhodes | 6     | Agosto 1977              |                          | |
| Lars Anderson | 1     | 20 settembre 1977        | Florida                  | |
| Dusty Rhodes | 7     | 26 novembre 1977         | Saint Petersburg         | |
| Lars Anderson | 2     | 15 dicembre 1977         | Florida                  | |
| Killer Karl Kox | 1     | 7 febbraio 1978          | Tampa                    | |
| Rocky Johnson | 2     | 8 marzo 1978             | Miami                    | |
| Bob Roop | 3     | 13 marzo 1978            | West Palm Beach          | |
| Jack Brisco | 6     | 26 marzo 1978            | Orlando                  | |
| The Spoiler | 1     | 23 maggio 1978           | Tampa                    | |
| Dusty Rhodes | 8     | 19 giugno 1978           | West Palm Beach          | |
| The Spoiler | 2     | 23 settembre 1978        | Lakeland                 | |
| Steve Keirn | 1     | 10 ottobre 1978          | Tampa                    | |
| Vacante |       | 1978                     |                          | |
| Dusty Rhodes | 9     | 25 novembre 1978         | Saint Petersburg         | Sconfiggendo Bob Roop nella finale di un torneo.                                                                                             |
| Ciclon Negro | 2     | 12 dicembre 1978         | Tampa                    | |
| Jos LeDuc | 1     | 19 dicembre 1978         | Tampa                    | |
| Dick Slater | 1     | 2 gennaio 1979           | Florida                  | |
| Jimmy Garvin | 1     | 9 gennaio 1979           | Tampa                    | |
| King Curtis Iaukea | 2     | 16 maggio 1979           | Florida                  | |
| Dusty Rhodes | 10    | 4 luglio 1979            | Miami                    | |
| Vacante |       | 21 agosto 1979           |                          | Rhodes vinse l'NWA World Heavyweight Championship                                                                                            |
| Terry Funk | 2     | 2 settembre 1979         | Tampa                    | Sconfiggendo Steve Keirn nella finale di un torneo.                                                                                          |
| Manny Fernandez | 1     | 21 ottobre 1979          | Orlando                  | |
| Don Muraco | 1     | 26 marzo 1980            | Miami                    | |
| Bugsy McGraw | 1     | 8 agosto 1980            | Melbourne                | |
| Bobby Jaggers | 1     | 11 ottobre 1980          | Jacksonville             | |
| Dusty Rhodes | 11    | 26 ottobre 1980          | Ft. Lauderdale           | |
| Dory Funk Jr. | 1     | 4 novembre 1980          | Tampa                    | |
| Barry Windham | 1     | 12 gennaio 1981          | West Palm Beach          | |
| Dory Funk Jr. | 2     | 8 aprile 1981            | Tampa                    | Vinto per forfait. |
| Charlie Cook | 1     | 11 agosto 1981           | Tampa                    | |
| Dory Funk Jr. | 3     | 1º settembre 1981        | Tampa                    | |
| Charlie Cook | 2     | 21 settembre 1981        | Tampa                    | |
| The Spoiler | 3     | 3 novembre 1981          | Tampa                    | |
| Mr. Wrestling II | 1     | dicembre 1981            | Jacksonville             | |
| James J. Dillon | 1     | marzo 1982               | Orlando                  | |
| Mr. Wrestling II | 2     | aprile 1982              | Saint Petersburg         | |
| Jimmy Garvin | 2     | 3 maggio 1982            | West Palm Beach          | |
| Brian Blair | 1     | 11 luglio 1982           | Orlando                  | |
| Vacante |       | 23 agosto 1982           |                          | Vacante dopo un match contro Bruiser Body.                                                                                                   |
| Kevin Sullivan | 1     | 6 ottobre 1982           | Tampa                    | Sconfiggendo Barry Windham nella finale di un torneo.                                                                                        |
| Mike Graham | 1     | 15 gennaio 1983          | Miami                    | |
| Vacante |       | 1983                     |                          | Graham infortunato. |
| Scott McGhee | 1     | 23 marzo 1983            |                          | Sconfiggendo Johnny Heffernan |
| Jos LeDuc | 2     | 23 luglio 1983           | Lakeland                 | |
| Barry Windham | 2     | 17 settembre 1983        | Sarasota                 | |
| Jos LeDuc | 3     | 18 settembre 1983        | Orlando                  | |
| Barry Windham | 2     | 19 settembre 1983        | W. Palm Beach            | |
| Vacante |       | novembre 1983            |                          | Windham andò in tour in Giappone |
| Mike Rotunda | 1     | 16 dicembre 1983         | Saint Petersburg         | Sconfiggendo Greg Valentine nella finale di un torneo.                                                                                       |
| Kendo Nagasaki | 1     | 22 gennaio 1984          | Orlando                  | |
| Billy Jack Haynes | 1     | 29 marzo 1984            | Lakeland                 | |
| Superstar Billy Graham | 2     | 10 giugno 1984           | Orlando                  | |
| Scott McGhee | 3     | 29 luglio 1984           | Orlando                  | |
| Jesse Barr | 1     | 14 ottobre 1984          | Orlando                  | |
| Titolo trattenuto |       | gennaio 1985             |                          | Titolo trattenuto dopo un match contro Brian Blair.                                                                                          |
| Brian Blair | 2     | 6 gennaio 1985           | Orlando                  | Vincendo il rematch. |
| Jesse Barr | 2     | 12 febbraio 1985         | Tampa                    | |
| Hector Guerrero | 1     | 28 aprile 1985           | Orlando                  | |
| Hercules Hernandez | 1     | 30 giugno 1985           | Orlando                  | |
| Vacante |       | luglio 1985              |                          | Vacante dopo che Hernandez venne licenziato per una rissa con Wahoo McDaniel                                                                 |
| Jack Hart | 1     | 23 luglio 1985           | Tampa                    | Sconfiggendo Mike Graham in nella finale di un torneo.                                                                                       |
| Kendall Windham | 1     | 2 settembre 1985         | Tampa                    | |
| Cuban Assassin | 1     | 22 febbraio 1986         | Tampa                    | |
| Kendall Windham | 2     | 5 marzo 1986             | Tampa                    | Vacante dopo un match con Bob Roop. |
| Vacante |       | maggio 1986              |                          | |
| Kendall Windham | 3     | 18 maggio 1986           | Orlando                  | Vincendo un torneo. |
| The White Ninja | 1     | 21 maggio 1986           | Tampa                    | |
| Kendall Windham | 4     | giugno 1986              |                          | Titolo restituito dopo che Windham usò un colpo di Karate.                                                                                   |
| Ron Bass | 1     | 15 luglio 1986           | Tampa                    | |
| Barry Windham | 4     | 1º settembre 1986        | Daytona Beach            | |
| Ron Bass | 2     | 16 settembre 1986        | Tampa                    | |
| Barry Windham | 5     | 24 settembre 1986        | Ft. Lauderdale           | |
| Vacante |       | 1986                     |                          | Titolo vacante dopo un match contro Bass, dove quest'ultimo usò il cloroformio.                                                              |
| Barry Windham | 6     | 8 ottobre 1986           | Tampa                    | Vincendo rematch. |
| Kareem Muhammad | 1     | 25 novembre 1986         | Lakeland                 | |
| Ron Simmons | 1     | 2 dicembre 1986          | Tampa                    | |
| Bad News Allen | 1     | 20 gennaio 1987          | Tampa                    | |
| Sir Oliver Humperdink | 1     | 24 febbraio 1987         | Tampa                    | |
| Ed Gantner | 1     | febbraio 1987            |                          | Humperdink gli consegna il titolo. |
| Mike Rotunda | 2     | 15 marzo 1987            | Daytona                  | |
| Vacante |       | 31 maggio 1987           |                          | Titolo vacante dopo un match con Dory Funk Jr.                                                                                               |
| Mike Rotunda | 3     | 7 giugno 1987            | Daytona                  | Vincendo il rematch. |
| Rick Steiner | 1     | dicembre 1987            |                          | Consegnatogli da Rotunda nella Jim Crockett Promotions                                                                                       |
| Ritirato |       | dicembre 1987            |                          | Titolo ritirato per cambiargli il nome. |
| Titolo rinominato (FCW) Florida Heavyweight Championship - Note                                                                                   |       |                          |                          | |
| Dan Spivey | 1     | 30 luglio 1988           | Tampa                    | Sconfiggendo The Terminator. |
| Dick Slater | 2     | 13 settembre 1988        | Tampa                    | |
| U.S. Steel/Big Steel Man | 1     | 9 novembre 1988          | Tampa                    | |
| The Terminator | 1     | Dicembre 1988            |                          | |
| Mike Graham | 2     | 25 dicembre 1988         | Tampa                    | |
| Titolo rinominato (PWF) Florida Heavyweight Championship                                                                                          |       |                          |                          | |
| Al Perez | 1     | 11 marzo 1989            | Tampa                    | |
| Dustin Rhodes | 1     | 23 maggio 1989           | Tampa                    | |
| Kendall Windham | 5     | 27 giugno 1989           | Tampa                    | |
| Steve Keirn | 2     | 9 luglio 1989            | Tampa                    | |
| Tyree Pride | 1     | 26 giugno 1991           | Tampa                    | |
| Il nome torna ad essere NWA Florida Heavyweight Championship - Note                                                                               |       |                          |                          | |
| Lou Perez | 1     | luglio 1992              | Winter Haven             | |
| Steve Keirn | 3     | marzo 1993               | Tampa                    | |
| Lou Perez | 2     | maggio 1993              | Winter Haven             | |
| Steve Keirn | 4     | dicembre 1993            | Tampa                    | |
| Lou Perez | 3     | 6 agosto 1994            | Tampa                    | |
| Vacante |       | 6 novembre 1995          |                          | Perez si infortuna. |
| Hercules Hernandez | 2     | 7 novembre 1995          | Gainesville              | Sconfiggendo Steve Collins nella finale di un torneo.                                                                                        |
| Steve Keirn | 5     | 8 novembre 1996          | Gainesville              | |
| Dory Funk Jr. | 4     | 7 novembre 1997          | Gainesville              | |
| Vacante |       | 15 agosto 2000           |                          | Vacante per essere riassegnato in un torneo nella NWA Florida.                                                                               |
| Adam Windsor | 1     | 15 agosto 2000           | Tampa                    | Sconfiggendo Chris Nelson nella finale di un torneo.                                                                                         |
| Vacante |       | 15 novembre 2000         |                          | |
| Buck Quartermain | 1     | 23 gennaio 2001          | Tampa                    | |
| Cyborg | 1     | 13 ottobre 2001          | Saint Petersburg         | Vinse il titolo al NWA 53rd Anniversary Show.                                                                                                |
| Vacante |       | 11 marzo 2002            |                          | Venne privato del titolo per non averlo difeso.                                                                                              |
| Steve Corino | 1     | 25 maggio 2002           | Saint Petersburg         | Sconfiggendo Danny Doring nella finale di un torneo.                                                                                         |
| Danny Doring | 1     | 25 maggio 2002           | Saint Petersburg         | |
| Christopher Daniels | 1     | 28 giugno 2002           | Saint Petersburg         | |
| Danny Doring | 2     | 29 giugno 2002           | Davie                    | |
| Billy Fives | 1     | 25 gennaio 2003          | Pinellas Park            | |
| Agent Steele | 1     | 25 gennaio 2003          | Pinellas Park            | |
| Billy Fives | 2     | 15 febbraio 2003         | Davie                    | |
| Scoot Andrews | 1     | 19 luglio 2003           | Saint Petersburg         | |
| Steve Madison | 1     | 22 novembre 2003         | Saint Petersburg         | |
| Todd Shane | 1     | 20 marzo 2004            | Saint Petersburg         | |
| Steve Madison | 2     | 4 settembre 2004         | Clearwater               | |
| Bruce Steele | 1     | 20 novembre 2004         | Brandon                  | |
| NWA Florida Chiuse nel marzo 2006 NWA Pro Wrestling Fusion convertì il proprio titolo "PWF Championship" nel NWA Florida Heavyweight Championship |       |                          |                          | |
| The Sheik | 1     | 3 maggio 2008            | Ft. Pierce               | |
| Steve Madison | 3     | 7 febbraio 2009          | Ft. Pierce               | |
| The Sheik | 2     | 1º agosto 2009           | Ft. Pierce               | |
| Tommy Taylor | 1     | 15 maggio 2010           | Florida                  | |
| Pro Wrestling Fusion lasciò la NWA nel settembre 2011 Championship Wrestling From Florida riprese il titolo                                       |       |                          |                          | |
| Venom | 1     | 28 aprile 2012           |                          | |
| Deathrow Jethro | 1     | 12 maggio 2012           | Winter Garden            | Championship Wrestling from Florida lascia la NWA nel settembre 2012.                                                                        |
| NWA Florida Underground Wrestling converte il suo FUW Championship nel NWA Florida Heavyweight Championship                                       |       |                          |                          | |
| Michael Tarver | 1     | 2 febbraio 2013          | West Palm Beach          | Vinto al NWA Florida Underground at BullyBash e sconfiggendo Deimos.                                                                         |
| The Grease | 1     | 31 agosto 2013           | Tampa                    | Defeated Michael Tarver by DQ at NWA FUW Throwndown 6.                                                                                       |
| Matt Morgan | 1     | 26 ottobre 2013          | Port Richey              | Sostituì Davey Boy Smith, Jr. |
| Michael Tarver | 2     | 21 febbraio 2014         | Tampa                    | |
| Wes Brisco | 1     | 7 marzo 2014             | Port Richey              | |
| JD Maverick | 1     | 28 novembre 2014         | Port Richey              | |
| Vacante | 1     | 19 agosto 2015           |                          | NWA Florida Underground Wrestling lascia la NWA nel novembre 2015.                                                                           |
| NWA Florida Wrestling Alliance |       |                          |                          | |
| Mason Price | 1     | 21 febbraio 2016         | Masaryktown              | Vinto al torneo NWA Florida Wrestling Alliance Luck of the Draw                                                                              |